# ルドルフ・スヴォボダ
ルドルフ・スヴォボダ（Rudolf Swoboda、1859年10月4日 - 1914年1月26日）はオーストリアの画家である。「オリエンタリズム」の画家の一人に数えられる。

## 略歴
ウィーンで生まれた。芸術家を多く出した家系の出身で、両親（エドゥアルト・スヴォボダとヨゼフィーネ）とも肖像画家で、叔父に同名の風景画家、動物画家がいるので、"Rudolf Swoboda der Jüngere"と呼ばれることもある。妹のヨゼフィーネ(Josefine Swoboda:1861-1929)も肖像画家となった。
1875年からウィーンの工芸学校（Kunstgewerbeschule:後のウィーン応用美術大学）でドナディニ（Ermenegildo Donadini）とラウフベルガー（Ferdinand Laufberger）に学んだ後、母の兄、レオポルト・カール・ミュラーが教授を務めるウィーン美術アカデミーに1878年に入学した。1879年にミュラーとエジプトを旅し、その後も1年間の軍務やエジプト旅行をしながらアカデミーを1884年に卒業した。
1885年にイギリス王室のヴィクトリア女王とつながりの強いオーストリアの画家ハインリヒ・フォン・アンゲリの推薦でイギリス王室のために働くことになった。1886年に、依頼されて、ヴィクトリア女王の在位50周年の準備のためにロンドンに招いたインドの職人たちの絵を描いた。この絵が気に入られ、インド人の生活を描くためにインドに滞在する費用が与えられた。
1886年10月にボンベイに到着し、アーグラ、ラーワルピンディー、ペシャーワルを訪れた。1887年の夏は工芸学校の教授を務めていたジョン・ロックウッド・キプリングとパンジャーブで過ごし、息子の有名な文学者のラドヤード・キップリングとも知り合った。1888年までインドに滞在し多くのインド人の生活を描いた。
イギリスに戻った後は、ヴィクトリア女王のお気に入りのインド人召使、アブドゥル・カリム(Abdul Karim) やシェフの肖像画も描いた。

## 作品
- 「カイロの中庭」(1891)
- 「絨毯の修理職人」
- アブドゥル・カリム